# Dominika Paleta
Dominika Paleta (ur. 23 października 1972 w Krakowie) – meksykańska aktorka pochodzenia polskiego.
Znana w Polsce m.in. z telenowel: Paulina (1998), Tajemnice pocałunku (2000), Virginia (2001) i Triumf miłości (2010). Córka Zbigniewa Palety (muzyka) i Barbary Paciorek. Siostra aktorki Ludwiki.

## Życiorys
W dzieciństwie wyjechała wraz z rodzicami i młodszą siostrą do Meksyku, gdzie ojciec aktorki, Zbigniew Paleta, otrzymał atrakcyjną ofertę pracy. Tam osiedli na stałe. Studiowała historię sztuki na Uniwersytecie Iberoamerykańskim w mieście Meksyk.
Jako aktorka debiutowała w 1997 r. w telenoweli „Amada Enemiga”. W 1998 roku została laureatką Eres Award dla Najlepszej Nowej Artystki za rolę Gemy w serialu „La Usurpadora” (w Polsce znanym pt. „Paulina”). To ona namówiła swoją siostrę na udział w castingu, co zapoczątkowało karierę aktorską Ludwiki.
Dominika Paleta posługuje się trzema językami: polskim, angielskim i hiszpańskim. Jej mężem jest aktor Fabián Ibarra, ma z nim dwie córki: Maríę i Aitanę.

## Filmografia

### Seriale
- 1997: Amada Enemiga jako Jessica Quijano Proal
- 1998: Paulina (La Usurpadora) jako Gema Durán Bracho
- 1999: Tres Mujeres jako Raquel Lerdo Muñoz
- 2000: Tajemnice pocałunku (Por un beso) jako Fernanda Lavalle de Díaz de León
- 2000: Locura de Amor jako Pamela
- 2001: Virginia (La Intruza) jako Anabella Roldán Limantur de Fernández
- 2003: El Alma Herida jako Patricia Araiza
- 2005: Los Plateados jako Luciana Castañeda
- 2008: El Juramento jako Alma Robles Conde
- 2009: Mañana es para siempre jako Liliana Elizalde Rivera
- 2010: Triumf miłości (Triunfo del Amor) jako Ximena de Alba
- 2016: El hotel de los secretos jako Sofía Alarcón Langre de Vergara

### Filmy
- 1999: Un Ángel para Pablo
- 2003: Ladies Night jako Lila (gościnnie)
- 2004: La noche de siempre jako Claudia

### Teatr
- 2004: La Prueba